# Hildfeld

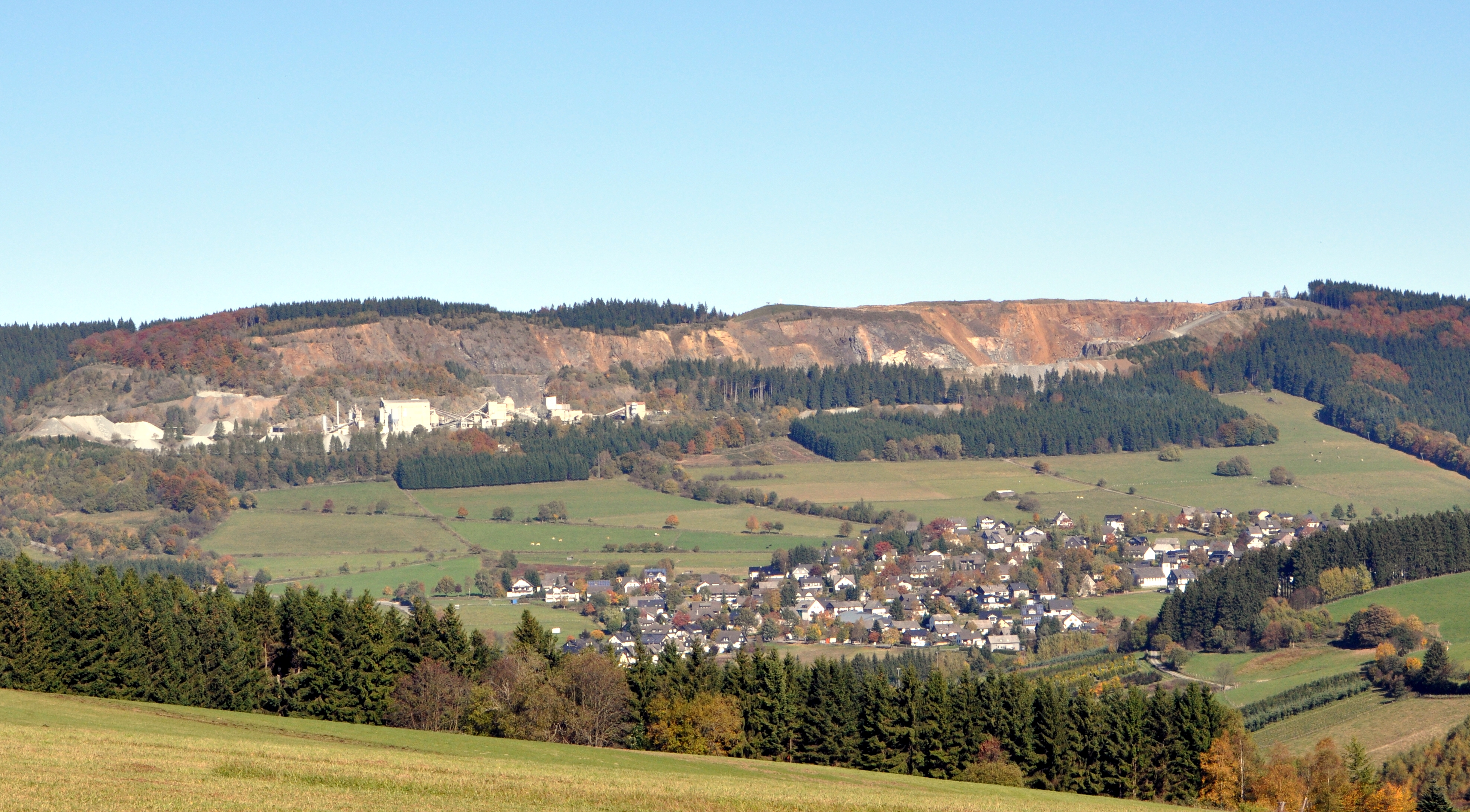
Panoramaansicht von Hildfeld mit dem Diabas-Steinbruch

Hildfeld ist ein Stadtteil von Winterberg im Hochsauerlandkreis, Nordrhein-Westfalen, Deutschland. Der Ort mit etwa 491 Hektar Fläche (Stand 1964) hat etwas mehr als 480 Einwohner.

## Geografische Lage
Der erste Bestandteil des Ortsnamens soll sich vom althochdeutschen „Hille-a“ (= Berghangwasser) ableiten. Das „Feld am Berghang“ bezeichnet so auch exakt die geographische Lage des Ortes: Der Gipfel des Clemensberges, des mit etwa 837 m ü. NHN dritthöchsten Berges in Nordrhein-Westfalen, liegt auf Hildfelder Gebiet; an seinem Hang befindet sich der Ort. Auf der Nordostflanke des Clemensberges im Naturschutzgebiet Neuer Hagen entspringt die Hoppeckequelle. Durch Hildfeld verläuft die Rhein-Weser-Wasserscheide. Während das Wasser des die Ortschaft südlich passierenden Hillebachs durch die Ruhr zum Rhein gelangt, mündet die Hoppecke in die Diemel und erreicht so die Weser.

## Geschichte
Der Ort Hildfeld ist der älteste urkundlich erwähnte Ortsteil des Winterberger Stadtgebietes: Am 9. Juli 1220 schenkten die Edlen Berthold und Thietmar von Büren dem Kloster im benachbarten Küstelberg das Hofgut „Hiltvelde“ – dieser Vorgang wurde urkundlich festgehalten. In einer Beschreibung des Amtes Medebach aus dem Jahr 1548 wird Hildfeld an vierter Stelle mit den Dörfern Grönebach, Siedlinghausen und Niedersfeld als zur Grafschaft Grönebach zugehörig genannt. Diese Grafschaft hatten zu dieser Zeit die Herren von Gaugreben vom Landgrafen von Hessen zu Lehen. Im 18. Jahrhundert hatte das Dorf zwölf Höfe. Aus dieser Zeit stammen die ältesten erhaltenen Häuser.
Ab Winter 1944 überflogen ständig alliierte Flugzeuge Hildfeld. Es kam zu Bombenabwürfen, vermutlich Fehlwürfe oder Notabwürfe beschädigter Flugzeuge, auf die Waldgebiete ums Dorf. Bei Fliegeralarm wurden Stollen im Grunde oder am Pölz aufgesucht. Am Abend des 30. März erreichte ein Trupp Volkssturm aus Soest das Dorf um Quartier zu machen. Am nächsten Tag quartierten sich Kampftruppen der Wehrmacht ein. Am 1. April marschierten Volkssturm und Wehrmacht Richtung Südosten den US-Truppen entgegen. Ab dem 3. April schossen deutsche Geschütze vom Dorf auf die US-Truppen. Die US-Truppen schossen massiv zurück. Vier Soldaten und zwei Frauen wurden getötet und weitere Menschen verletzt. Am 4. April erfolgte der Angriff der US-Truppen nach erneutem schweren Beschuss. Der erste Angriff scheitere noch, wobei deren Kommandant schwer verwundet wurde. Beim zweiten Angriff wurde das Dorf erobert. Nun beschossen deutsche Geschütze Hildfeld. Die US-Kampftruppen zogen schon am 5. April weiter. Vom 5. bis 7. April beschossen US-Geschütze aus der Dorfumgebung das Gebiet von Bödefeld und Fredeburg. Im Dorf waren nach Kampfende zahlreiche Gebäude zerstört bzw. beschädigt. Die getöteten deutschen Soldaten wurden auf dem Dorffriedhof begraben. In der Folgezeit kam es zu Überfällen von Ostarbeitern. Ein Einwohner wurde am 31. Oktober von einem Ostarbeiter erschossen. Als beim Bergen eine Panzerfaust am 25. September explodierte, kam ein Einwohner um.
Im Zweiten Weltkrieg fielen 39 Hildfelder als Soldaten, davon die meisten an der Ostfront, oder starben in Gefangenschaft.
Am 1. Januar 1975 wurde Hildfeld in die Stadt Winterberg eingegliedert. Zuvor war der Ort dem Amt Niedersfeld zugeordnet.
1987 wurde Hildfeld beim Wettbewerb „Unser Dorf soll schöner werden“ mit der Goldmedaille des Landes ausgezeichnet.

### Religionen
Der Großteil der Hildfelder Bevölkerung ist katholischer Konfession. Hildfelds Katholiken gehören zum Pastoralverbund Winterberg; zuvor hatte die Gemeinde den Status einer Filialgemeinde, die der Pfarrei Grönebach zugeordnet war.

## Politik

### Kommunalpolitische Struktur
Bei den Kommunalwahlen wurden in Hildfeld seit der kommunalen Neugliederung 1975 nur Kandidaten der CDU und der SPD in den Stadtrat der Stadt Winterberg gewählt. Die CDU hatte mit 55 bis 70 % bisher immer die Mehrheit der Stimmen auf ihrer Seite. Im Rat der Stadt Winterberg vertritt Meinolf Ittermann (CDU) die Interessen des Ortes. Das Amt der Ortsvorsteherin bekleidet seit 2002 Elisabeth Sauerwald (CDU).

### Partnerschaften
Seit 1989 besteht eine Partnerschaft zwischen Hildfeld und dem Ort Breitenbach im Eichsfeld.

## Kultur und Sehenswürdigkeiten

### Musik
Hildfeld bietet eine für seine Größe erstaunliche Vielfalt an musikalischen Aktivitäten.
- Stadtfeuerwehrkapelle Hildfeld
- Gemischter Chor „Hast du Töne“

In der Hochsauerlandhalle in Hildfeld finden regelmäßig Konzerte statt.

### Bauwerke
Eine im Jahr 1732 errichtete Marienkapelle wurde in den 1970er Jahren abgerissen und durch einen Kirchenneubau ersetzt: Die 1959 zum Großteil in Eigenleistung der Bewohner erbaute Kirche Mariä Heimsuchung weist einen spätbarocken Hochaltar aus dem ehemaligen Kloster Glindfeld auf, welcher der Werkstatt Johann Leonhard Falters aus Schmallenberg zugeschrieben wird. Eine wertvolle Strahlenkranzmadonna ist an der Orgelempore platziert.
Die Hochsauerlandhalle wurde in den Jahren 1966/67 erbaut und wird seit 2000 vom Heimatverein in Eigenregie geführt. Sie wird für das örtliche Brauchtum, Konzerte und sonstige Veranstaltungen genutzt, kann aber auch für Privatfeiern oder Ferienfreizeiten angemietet werden.
Der Antoniusstein ist das älteste Kulturdenkmal Hildfelds. Er wurde im Jahre 1708 in der Nähe des später entstandenen Friedhofs errichtet.

### Naturdenkmäler

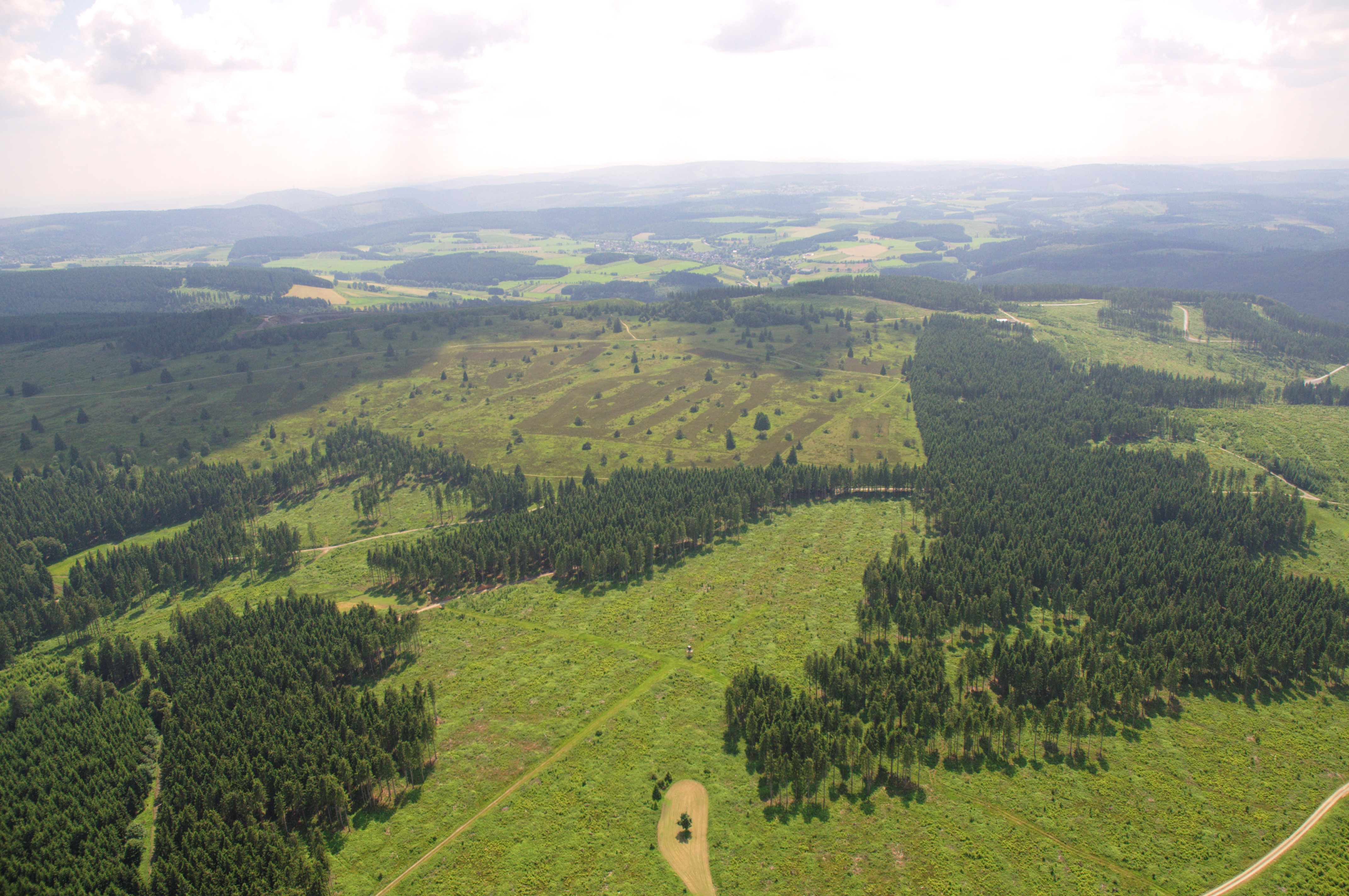
Naturschutzgebiet Neuer Hagen aus der Luft

Das Naturschutzgebiet Neuer Hagen oder Niederfelder Hochheide liegt nördlich von Hildfeld, gehört aber zu Niedersfeld. Die Hochheide zeichnet sich durch eine alpine Vegetation und ein Hochmoorgebiet aus. Auf Initiative aus Hildfeld weidet auf der Hochheide eine Herde Heidschnucken, die durch Verbiss junger Bäume den Erhalt der Heidelandschaft sichert. An der Hille gibt es das Naturschutzgebiet Irrgeister.

### Vereinsleben und Brauchtum
Den Ort Hildfeld zeichnet ein reges Vereinsleben aus. Dachverband der Vereine ist der Heimatverein Hildfeld. Größter Verein des Ortes ist die Schützenbruderschaft St. Sebastianus 1900, die das jährliche Schützenfest ausrichtet (Termin: Mittwoch bis Freitag um Christi Himmelfahrt). Der Musikverein ist Ausrichter des Seefestes sowie des Kinderschützenfestes. Weitere Veranstaltungen sind die traditionellen Kartoffelbraten von Gesangsverein, Freiwilliger Feuerwehr und Kolpingsfamilie. Auch Karneval wird in Hildfeld gefeiert: Neben einer Prunksitzung mit Prinzenpaar am Karnevals-Samstag organisiert der Karnevalsverein auch einen Umzug am Rosenmontag mit anschließendem Sauerkrautessen. In den Nachmittagsstunden des Ostersonntags wird das traditionelle Osterfeuer entzündet.

### Kulinarische Spezialitäten
Als Spezialität des oberen Sauerlandes gilt die Knochenwurst. Zu nennen ist weiterhin der Brauch des Kartoffelbratens, bei dem Kartoffeln direkt (d. h. ohne Alufolie o. ä.) in Buchenholzglut gegeben werden. Die Kartoffeln werden inklusive Schale mit Zwiebelbutter verzehrt.

## Wirtschaft und Infrastruktur

### Verkehr
Hildfeld ist ein Ort ohne Durchgangsverkehr; die Landesstraße 872 von Niedersfeld nach Grönebach führt am Ort vorbei. Hildfeld ist durch die Busse der Verkehrsgemeinschaft Ruhr-Lippe an den öffentlichen Nahverkehr angeschlossen. Hildfeld hatte gemeinsam mit Grönebach einen Bahnhof an der Kleinbahn Steinhelle–Medebach, deren Betrieb 1953 eingestellt wurde.

### Fremdenverkehr
Für Hildfeld ist der Fremdenverkehr von großer Bedeutung. Neben einigen Ferienwohnungen gibt es Pensionen, ein Hotel sowie zwei Gaststätten. Ein Skilift am Hang des Clemensberges macht den Ort auch für Wintersportler attraktiv. Aufgrund der Nähe zum Rothaarsteig sind auch viele Wanderer zu Gast in Hildfeld.

### Betriebe

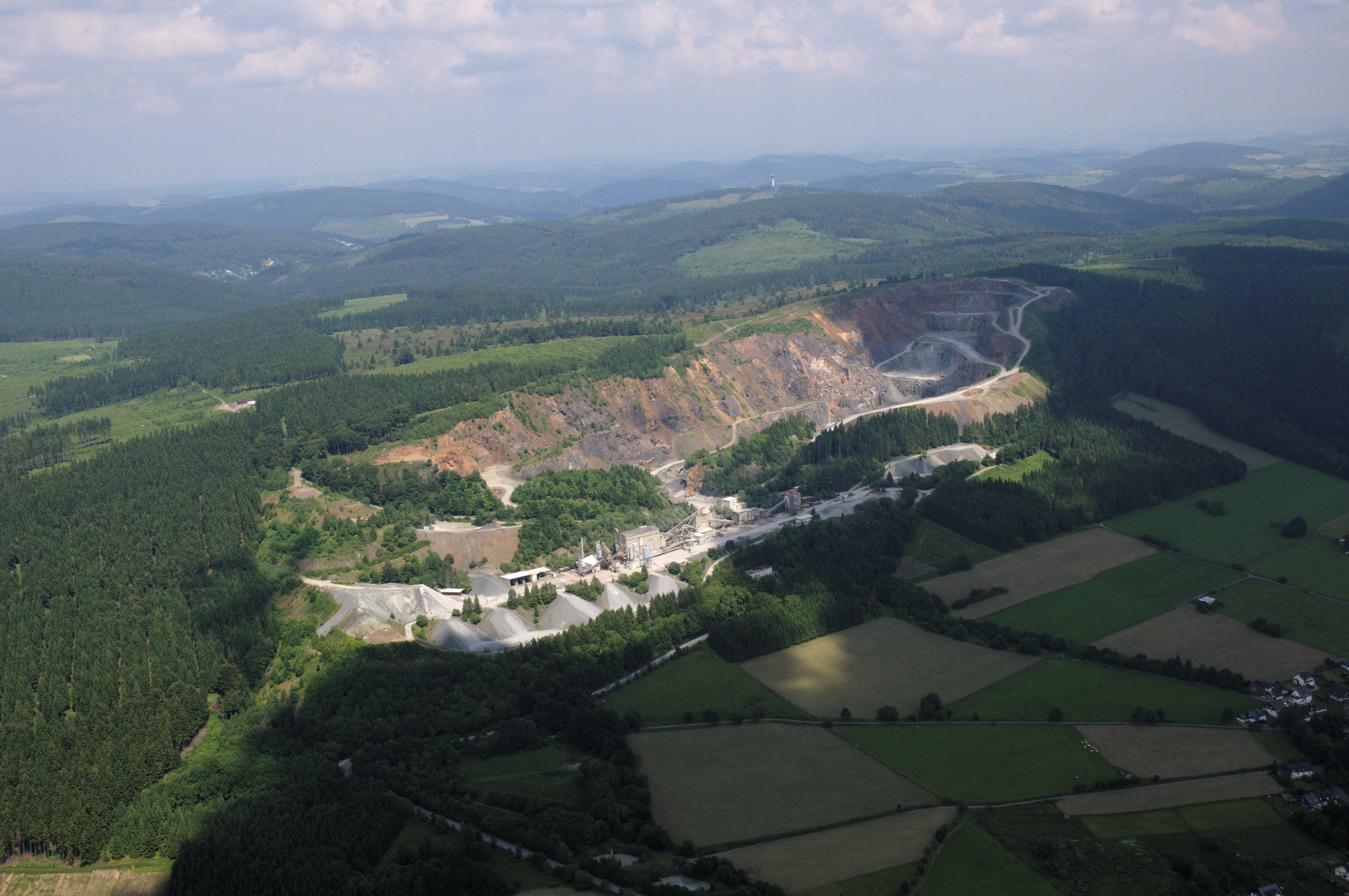
Luftaufnahme vom Steinbruch Clemensberg

Die Mitteldeutsche Hartstein-Industrie (MHI) betreibt nördlich von Hildfeld den Diabas-Steinbruch Clemensberg mit Asphaltanlage. Dort wird auch Transportbeton produziert.

### Landwirtschaft
Nach dem Zweiten Weltkrieg hat die Bedeutung der Landwirtschaft stark abgenommen. Es gibt in Hildfeld keine landwirtschaftlichen Vollerwerbsbetriebe mehr. Nebenberuflich tätige Landwirte spezialisieren sich auf Milch- und Fleischproduktion.

## Persönlichkeiten

### Söhne und Töchter des Ortes
- Pater Silvester Padberg, OFM (* 30. März 1906 in Hildfeld als Heinrich Padberg) wurde am 7. August 1932 in Paderborn zum Priester geweiht. Während einer Missionsreise wurde er am 14. Juni 1938 in der chinesischen Provinz Shandong ermordet.
- Roman Hankeln (* 1965), Professor für Musikgeschichte an der Universität in Trondheim (Norwegen), wuchs in Hildfeld auf. Nach seinem Studium in Regensburg (u. a. bei Detlef Altenburg und David Hiley) wurde Hankeln promoviert mit einer Arbeit über mittelalterliche Handschriften aquitanischer Offertorien. 2005 absolvierte er die erste Habilitation der Hochschule für Musik Franz Liszt in Weimar mit einer Arbeit über antike Metren im Liedschaffen Johann Friedrich Reichardts.